# Comparettia kerspei
Comparettia kerspei är en orkidéart som först beskrevs av Karlheinz Senghas, och fick sitt nu gällande namn av Mark W. Chase och Norris Hagan Williams. Comparettia kerspei ingår i släktet Comparettia, och familjen orkidéer.
Artens utbredningsområde är Peru. Inga underarter finns listade i Catalogue of Life.